# 20291 Раумурті
20291 Раумурті (20291 Raumurthy) — астероїд головного поясу, відкритий 20 березня 1998 року.
Тіссеранів параметр щодо Юпітера — 3,509.